# Le Croque-mitaine (film, 2023)
Pour les articles homonymes, voir Boogeyman et Le Croque-mitaine.
Pour plus de détails, voir Fiche technique et Distribution.
Le Croque-mitaine (The Boogeyman) est un film américain réalisé par Rob Savage, sorti en 2023. Il s'agit de l'adaptation de la nouvelle Le Croque-mitaine de Stephen King, initialement publiée en 1973 dans le magazine Cavalier puis dans le recueil Danse macabre (1978).

## Synopsis
Will Harper, un thérapeute, et ses deux filles, Sadie et Sawyer, parviennent difficilement à faire le deuil de la mère de famille, décédée dans un accident de la route.
Un jour, Lester Billings, un homme perturbé, rend visite à Will et explique que ses trois enfants sont morts tués par une entité maléfique qui s'est attachée à sa famille. Will, incrédule, appelle la police. Pendant ce temps, Lester s'éclipse et Sadie retrouve son corps pendu dans le placard de sa mère.
Peu après, Sadie remarque que de la moisissure commence à cerner la maison, tandis que Sawyer découvre une créature sinistre sous son lit. La créature continue de terroriser Sawyer et Sadie soupçonne que son apparition peut être liée au suicide de Lester. Elle se rend chez les Billings, une maison délaissée, où elle rencontre Rita, la femme de Lester, visiblement instable. Rita lui présente alors le « Croque-mitaine », une créature qui se nourrirait de la peur et du deuil, pouvant imiter les voix, qui aurait tué ses enfants, et qui craint la lumière. Se sentant en danger avec Rita, Sadie s'enfuit.
Pendant une soirée pyjama avec ses amies, Sadie rencontre le Croque-mitaine et Sawyer est attaquée peu après, finissant hospitalisée. Rita contacte Sadie, qui a besoin de son aide pour tuer le Croque-mitaine. Quand Sadie arrive, Rita l'attaque, voulant l'utiliser comme appât. Le Croque-mitaine échappe au piège et tue Rita. Sadie s'échappe et réalise que sa famille est rentrée chez elle. En rentrant, elle trouve Sawyer cachée et apprend que la créature a emmené Will à la cave.
Dans la cave, les deux sœurs découvrent la créature en train de se nourrir de Will. Elles sauvent leur père et une course poursuite s'en suit. Sadie finit par mettre feu à la créature, vengeant la famille Billings, et la famille s'échappe de la maison en feu.
Quelque temps plus tard, la famille Harper est en session de thérapie avec le docteur Weller. En partant, Sadie est rappelée par le docteur et découvre que la porte du placard s'est ouverte. Le docteur Weller apparaît et demande à Sadie ce qu'elle fait ici. Suspicieuse, Sadie ferme la porte du placard.

## Fiche technique
Sauf indication contraire, les informations mentionnées dans cette section peuvent être confirmées par la base de données cinématographiques IMDb,  présente dans la section « Liens externes ».
- Titre original : The Boogeyman
- Titre français : Le Croque-mitaine
- Réalisation : Rob Savage
- Scénario : Mark Heyman, Scott Beck et Bryan Woods (en), d'après la nouvelle Le Croque-mitaine de Stephen King
- Musique : Patrick Jonsson
- Décors : Jeremy Woodward
- Costumes : Kari Perkins
- Photographie : Eli Born
- Montage : Peter Gvozdas
- Production : Dan Cohen, Dan Levine et Shawn Levy
- Production déléguée : Scott Beck, Ryan H. Cunningham, Adam Kolbrenner, Robyn Meisinger, Emily Morris, John H. Starke et Bryan Woods
- Sociétés de production : 21 Laps Entertainment, 20th Century Studios et NeoReel
- Sociétés de distribution : 20th Century Studios (États-Unis, Québec), Hulu (États-Unis, vidéo à la demande), The Walt Disney Company France (France)
- Budget : n/a
- Pays de production :  États-Unis
- Langue originale : anglais
- Format : couleur
- Genre : mystère, horreur, thriller
- Durée : 99 minutes
- Dates de sortie[1] :
  - Belgique, France : 31 mai 2023
  - États-Unis, Québec : 2 juin 2023
- Classification[2] :
  - États-Unis : PG-13
  - France : Interdit aux moins de 12 ans lors de sa sortie en salles

## Distribution
Sauf indication contraire, les informations mentionnées dans cette section peuvent être confirmées par la base de données cinématographiques Allociné,  présente dans la section « Liens externes ».
- Sophie Thatcher (VF : Camille Timmerman ; VQ : Célia Gouin-Arsenault) : Sadie Harper
- Vivien Lyra Blair (VF : Lévanah Solomon ; VQ : Emma Bao Linh Tourné) : Sawyer Harper
- Chris Messina (VF : Bernard Gabay ; VQ : Tristan Harvey) : Will Harper
- David Dastmalchian (VF : Sébastien Desjours ; VQ : Dany Boudreault) : Lester Billings
- Marin Ireland (VF : Ingrid Donnadieu ; VQ : Véronique Marchand) : Rita Billings
- Lisa Gay Hamilton (VF : Annie Milon ; VQ : Éveline Gélinas) : Dr Weller
- Madison Hu (VF : Alice Taurand ; VQ : Maude Bouchard) : Bethany
- Maddie Nichols (VF : Lila Lacombe ; VQ : Marguerite D'Amour) : Natalie

 Source et légende : version française (VF) sur RS Doublage ; version québécoise (VQ) sur Doublage.qc.ca

## Production
En juin 2018, il est annoncé que Scott Beck (en) et Bryan Woods (en) vont écrire un scénario adapté de la nouvelle Le Croque-mitaine de Stephen King. Shawn Levy, Dan Levine et Dan Cohen sont attachés à la production via la société 21 Laps Entertainment avec la 20th Century Fox à la distribution. Cependant, en 2019, après l'acquisition de 21st Century Fox par Disney, le projet est annulé. Il est finalement relancé en novembre 2021 avec Rob Savage à la réalisation et un script de Mark Heyman, d'après l'ébauche de Scott Beck et Bryan Woods. Le film est alors prévu pour une diffusion sur la plateforme Hulu.

### Attribution des rôles
Courant 2022, Sophie Thatcher, Chris Messina, David Dastmalchian, Marin Ireland, Vivien Lyra Blair, Madison Hu ou encore Jaynie Verdin sont annoncés,.

### Tournage
Le tournage débute en février 2022 à La Nouvelle-Orléans et s'achève en avril,.

## Accueil

### Sortie et promotion
Le film sort dans les salles américaines le 2 juin 2023, distribué par 20th Century Studios. Il devait initialement être diffusé en vidéo à la demande sur Hulu en 2023. Cependant, après une projection test positive, il est décidé qu'il sortirait en salles. Stephen King révèle ensuite sur Twitter qu'une première bande-annonce sera diffusée le 29 janvier 2023 lors du Championship Game de la NFC,.
À la mi-avril 2023, une seconde bande-annonce est mise en ligne, dévoilant à quoi ressemble le croque-mitaine.

### Accueil critique

#### Monde anglo-saxon
Dans le monde anglo-saxon, Le Croque-mitaine reçoit de la part du site Metacritic la note de 56⁄100 pour un total de 28 critiques. L’agrégateur Rotten Tomatoes indique, quant à lui, un taux de satisfaction de 63 % et une note de 6,20⁄10 pour un total de 101 critiques. Le consensus des critiques est formulé ainsi : 

« Le Croque-mitaine pourrait être en deçà de sa source matérielle terrifiante, mais une atmosphère effrayante et des performances solides aident à garder les frissons à venir. »

— Rotten Tomatoes, Consensus des critiques

#### France
En France, le site Allociné donne la note de 3,0⁄5, après avoir recensé et interprété 11 critiques de presse.
Pour Mathieu Jaborska (Écran Large), le film possède un premier défaut : « une absence de prise de risque très hollywoodienne ». Le critique ne reproche pas vraiment les modifications scénaristiques qui ont été apportées par rapport à la nouvelle de Stephen King, mais parle d'un « certain classicisme ». Les scénaristes se sont essentiellement concentrés sur « l'efficacité du scénario », et en cela, il est décrit comme « généreux ».
Pour Amandine Schmitt (L'Obs), le film n'est pas une très grande réussite : « Aucune surprise de scénario pour cette nouvelle adaptation de Stephen King, qui a vu son œuvre portée à l’écran avec plus d’éclat. Seule l’hypnotique Sophie Thatcher, vue dans la série Yellowjackets et qui a la lourde tâche de porter tout le film sur ses épaules, s’en sort brillamment. »
Pour Stéphanie Belpêche (Le Journal du dimanche), le « travail du son est remarquable » et le film « joue sur la peur primale du noir, de ce qui se cache sous le lit ou dans le placard, avec ruse et minimalisme, en suggérant plus qu’en montrant ». Pour elle, le film est à mettre dans la « directe lignée de Mister Babadook (2014), de Jennifer Kent ».
Pour Julie Loncin (Les Fiches du cinéma), il s'agit d'un film d'horreur « trop sage et attendu livrant une métaphore démonstrative sur les difficultés de communication que suscite la perte d’un être aimé. »

### Box-office
| Pays ou région        | Box-office        | Date d'arrêt du box-office | Nombre de semaines |
| --------------------- | ----------------- | -------------------------- | ------------------ |
| France                | 301 331 entrées   | 11 juillet 2023            | 6                  |
| États-Unis Canada     | 43 244 282 $      | 27 juillet 2023            | 8                  |
| Total hors États-Unis | +024 062 961, USD | -                          | -                  |
| Total mondial         | +067 307 243, USD | -                          | -                  |

#### France
Pour son premier jour d'exploitation en France, Le Croque-mitaine a réalisé 14 315 entrées, pour un total de 1 134 séances proposées, soit une moyenne de 13 spectateurs par projection. En comptant pour ce premier jour les avant-premières, le film se positionne en seconde place du box-office des nouveautés pour sa journée de démarrage, derrière Spider-Man : Across the Spider-Verse (118 128) et devant L'Île rouge (10 022). Comparé à d'autres films du genre, Le Croque-mitaine fait aussi bien que L'Emprise du démon (14 600), mais un peu moins que La Proie du diable (27 000).
Au bout d’une première semaine d’exploitation dans les salles françaises, le long métrage totalise 139 160 entrées, pour une sixième place au box-office hebdomadaire, derrière L'Amour et les Forêts (139 160) et devant Jeanne du Barry (98 952).

#### Amérique du nord
Pour son premier week-end d'exploitation, Le Croque-mitaine engrange 12,3 millions de dollars de recette (3 205 écrans) pour une troisième place au box-office américain, derrière La Petite Sirène (40,6 millions de dollars) et devant Les Gardiens de la Galaxie Vol. 3 (10,2 millions de dollars).